# Battlefield: Bad Company
Battlefield: Bad Company (wym. [ˈbætəlfiːld ˌbæd ˈkʌmpəni]) – komputerowa gra akcji z gatunku first-person shooter, wyprodukowana przez Digital Illusions CE i wydana przez Electronic Arts. Została oficjalnie zapowiedziana 21 sierpnia 2006, a następnie wydana w 2008 roku na konsole PlayStation 3 oraz Xbox 360. W 2009 ukazała się jej kontynuacja, Battlefield: Bad Company 2.

## Tryb jednoosobowy

### Fabuła
Akcja kampanii rozgrywa się w 2014 roku i opisuje losy czteroosobowego oddziału podczas fikcyjnego konfliktu między Stanami Zjednoczonymi a Rosją.

### Postacie
Główni bohaterowie gry zostali przydzieleni do oddziału będącego częścią kompanii "B" 222-go batalionu, potocznie zwanej Bad Company. Żołnierze trafiają tu głównie za karę i są wysyłani do niebezpiecznych zadań, do których nie opłaca się używać sił specjalnych.
- Preston Marlowe – od dawna chciał zostać żołnierzem tak samo jak jego ojciec, który był w Wietnamie, czy dziadek walczący z nazistami. Dopiero w Europie zobaczył, jak wygląda zwykła służba, która sprowadzała się do czekania w bazie na rozkazy. Z nudów wpadł na pomysł przelecenia się helikopterem typu Black Hawk, jednak podczas lądowania uszkodził go wraz z limuzyną generała, za co został ukarany. Jest to postać, w którą wciela się gracz.
- George Gordon Haggard, Jr. – ekspert od materiałów wybuchowych, jako jeden z niewielu właściwie nie ma nic przeciwko temu, że znalazł się w kompanii "B". Lubi wybuchy, a tu może się bezkarnie wykazać. Kiedyś wysadził minami latrynę oficerów.
- Terrence Sweetwater – technik, specjalista od łączności. Idąc do armii, liczył na łatwy zarobek i nie myślał, że ze swoimi umiejętnościami kiedykolwiek będzie musiał naprawdę walczyć. Jednak mimo to został przeniesiony, za „przypadkowe” wprowadzenie wirusa do wojskowej bazy danych (do której zresztą nie miał dostępu), a gdy już trafił do nowej kompanii, chciał się stamtąd szybko wydostać. Miał obawy, że większe zagrożenie dla nich samych stwarza jego drużyna niż wrogowie.
- Samuel D. Redford – jest sierżantem, który na własne życzenie trafił do kompanii "B", gdzie otrzymał pozycję dowódcy oddziału, do którego później przydzielono gracza. W zamian za przeniesienie jego czas służby został skrócony. Interesuje się wędkowaniem.

## Tryb wieloosobowy
Mapy w trybie wieloosobowym są przystosowane dla maksymalnie 24 osób grających przez PlayStation Network lub Xbox Live. Początkowo w grze znalazł się tylko tryb Gold Rush, później został również udostępniony kolejny: Conquest.